# Aldimar Dimas Rodrigues
Aldimar Dimas Rodrigues (Serranópolis de Minas (então distrito de Porteirinha), 7 de agosto de 1949) é um empresário, agropecuarista e político brasileiro do estado de Minas Gerais. 
Dimas Rodrigues foi prefeito de Janaúba durante o período de 1989 a 1992. Foi eleito deputado estadual de Minas Gerais para a Legislatura de 1995 a 1999, sendo reeleito para a Legislatura seguinte (1999 - 2003). Atuou como líder da minoria na Assembleia. 